# The Night of Champions
The Night of Champions fu l'ultima puntata di Monday Nitro prodotta dalla World Championship Wrestling prima della sua cessione a Vince McMahon e della conseguente confluenza nella World Wrestling Federation.
L'evento si svolse il 26 marzo 2001 al Boardwalk Beach Resort di Panama City Beach (Florida).

## Storyline
Nel tentativo di salvare la WCW e Nitro, Bischoff cercò di acquistare la compagnia insieme a un gruppo di investitori. Tuttavia, sebbene l'offerta di Bischoff fosse stata accettata, il dirigente della Turner Broadcasting Jamie Kellner annunciò che tutti i programmi WCW sarebbero stati immediatamente eliminati dalla programmazione del network televisivo. Il gruppo di Bischoff ritirò l'offerta essendo vincolante il supporto televisivo e la WCW fu quindi rilevata in toto dalla rivale WWE.
Fu annunciato che la prossima puntata di Nitro del 26 marzo 2001 da Panama City sarebbe stata l'ultima e avrebbe avuto come titolo The Night of Champions. Lo show iniziò con l'apparizione via satellite di Vince McMahon dalla Gund Arena di Cleveland, Ohio, da dove era trasmessa la puntata di RAW is WAR di quella settimana. McMahon annunciò in diretta l'acquisizione della WCW.
Lo show fu unico del suo genere in quanto furono messi in palio tutti i maggiori titoli della WCW (WCW Hardcore Championship escluso) e in 6 dei 7 match della serata, vinsero i "buoni" (tradizionalmente la WCW era stata vista fino a quel momento come una federazione dove erano i "cattivi" le maggiori stelle, in netta opposizione a quanto succedeva nella WWF. Shawn Stasiak fu l'unico heel a vincere un incontro nell'episodio finale di Nitro). In aggiunta, vari wrestler della WCW furono intervistati circa la vendita della compagnia. L'ultimo match combattuto a Nitro fu tra gli eterni rivali Ric Flair e Sting. Sting si aggiudicò la contesa, e alla fine del match i due avversari si abbracciarono al centro del ring.

## Risultati
| # | Incontri | Stipulazioni                                                  | Durate |
| - | --- | ------------------------------------------------------------- | ------ |
| 1 | Booker T ha sconfitto Scott Steiner (c)                                                                       | Single match per il WCW World Heavyweight Championship        | 05:10  |
| 2 | Billy Kidman e Rey Mysterio Jr. hanno sconfitto Evan Karagias e Shannon Moore e Jimmy Yang e Kazuhiro Hayashi | Triple threat tag team match                                  | 03:38  |
| 3 | Shane Helms (c) ha sconfitto Chavo Guerrero Jr.                                                               | Single match per il WCW Cruiserweight Championship            | 04:40  |
| 4 | Chuck Palumbo e Sean O'Haire (c) hanno sconfitto Lance Storm e Mike Awesome                                   | Tag team match per il WCW World Tag Team Championship         | 03:20  |
| 5 | Shawn Stasiak ha sconfitto Bam Bam Bigelow                                                                    | Single match                                                  | 01:23  |
| 6 | Billy Kidman e Rey Mysterio Jr. hanno sconfitto Elix Skipper e Kid Romeo (c)                                  | Tag team match per il WCW Cruiserweight Tag Team Championship | 04:43  |
| 7 | Sting ha sconfitto Ric Flair                                                                                  | Single match                                                  | 07:17  |